# David Liggins
Pour les articles homonymes, voir Liggins.
David Liggins est un philosophe britannique, professeur à l'université de Manchester ; il s'intéresse à la métaphysique et à la philosophie des mathématiques.

## Éducation et carrière
Liggins obtient son doctorat en 2005 à l'université de Sheffield. Il passe ensuite un an à la faculté de philosophie de l'université de Cambridge avant de devenir maître de conférences à l'université de Manchester en 2006. En 2016, il est nommé co-rédacteur en chef de la revue Analysis avec Chris Daly. Il est l'unique rédacteur en chef de la revue de 2017 à 2021 lorsqu'il est annoncé qu'il sera co-rédacteur aux côtés de Stacie Friend et Lee Walters,.

## Publications
- (en) Robert Knowles et David Liggins, « Good Weasel Hunting », Synthese, vol. 192, no 10,‎ 2015, p. 3397–3412 (ISSN 0039-7857, DOI 10.1007/s11229-015-0711-7, S2CID 31490461, lire en ligne).
- (en) David Liggins, « Quine, Putnam, and the 'Quine–Putnam' Indispensability Argument », Erkenntnis, vol. 68, no 1,‎ 2008, p. 113–127 (DOI 10.1007/s10670-007-9081-y, S2CID 170649798, lire en ligne).
- (en) David Liggins, « Weaseling and the Content of Science », Mind (journal), vol. 121, no 484,‎ 2012, p. 997–1005 (ISSN 0026-4423, DOI 10.1093/mind/fzs112).

## Lectures complémentaires
- (en) Jamin Asay, « Something is true », Philosophy and Phenomenological Research, vol. 105, no 3,‎ 8 septembre 2021, p. 687–705 (ISSN 0031-8205, DOI 10.1111/phpr.12836, S2CID 239634516, lire en ligne)
- (en) Alan Baker, « No Reservations Required? Defending Anti-Nominalism », Studia Logica (en), vol. 96, no 2,‎ 2010, p. 127–139 (ISSN 0039-3215, DOI 10.1007/s11225-010-9277-z, S2CID 8621517)
- (en) Mark Colyvan, « Road Work Ahead: Heavy Machinery on the Easy Road », Mind, vol. 121, no 484,‎ 2012, p. 1031–1046 (ISSN 0026-4423, DOI 10.1093/mind/fzt014, lire en ligne)
- (en) Julian Dodd, « A Minimalist Explanation of Truth's Asymmetry », American Philosophical Quarterly, vol. 55, no 4,‎ 2018, p. 389–404 (ISSN 0003-0481, DOI 10.2307/45128633, JSTOR 45128633, S2CID 172090837, lire en ligne)
- (en) David M. Freeman, « A Belief Expressionist Explanation of Divine Conceptualist Mathematics », Metaphysica (en), vol. 23, no 1,‎ 2022, p. 15–26 (ISSN 1437-2053, DOI 10.1515/mp-2021-0011, S2CID 237378464)
- (en) Russell Marcus, « The holistic presumptions of the indispensability argument », Synthese, vol. 191, no 15,‎ 2014, p. 3575–3594 (ISSN 0039-7857, DOI 10.1007/s11229-014-0481-7, S2CID 8245787, lire en ligne)
- (en) Matteo Plebani, « Nominalistic content, grounding, and covering generalizations: Reply to 'Grounding and the indispensability argument' », Synthese, vol. 193, no 2,‎ 2016, p. 549–558 (ISSN 0039-7857, DOI 10.1007/s11229-014-0428-z, hdl 2318/1726657, S2CID 31130369, lire en ligne)
- (en) Ylwa Sjölin Wirling, « Neutrality and Force in Field's epistemological objection to platonism », Inquiry,‎ 5 mars 2022, p. 1–20 (ISSN 0020-174X, DOI 10.1080/0020174X.2022.2048689, S2CID 247248170)
- (en) Jonathan Tallant, « Pretense, Mathematics, and Cognitive Neuroscience », The British Journal for the Philosophy of Science, vol. 64, no 4,‎ 1er décembre 2013, p. 817–835 (ISSN 0007-0882, DOI 10.1093/bjps/axs013, lire en ligne)